# Kamil Mochnacki

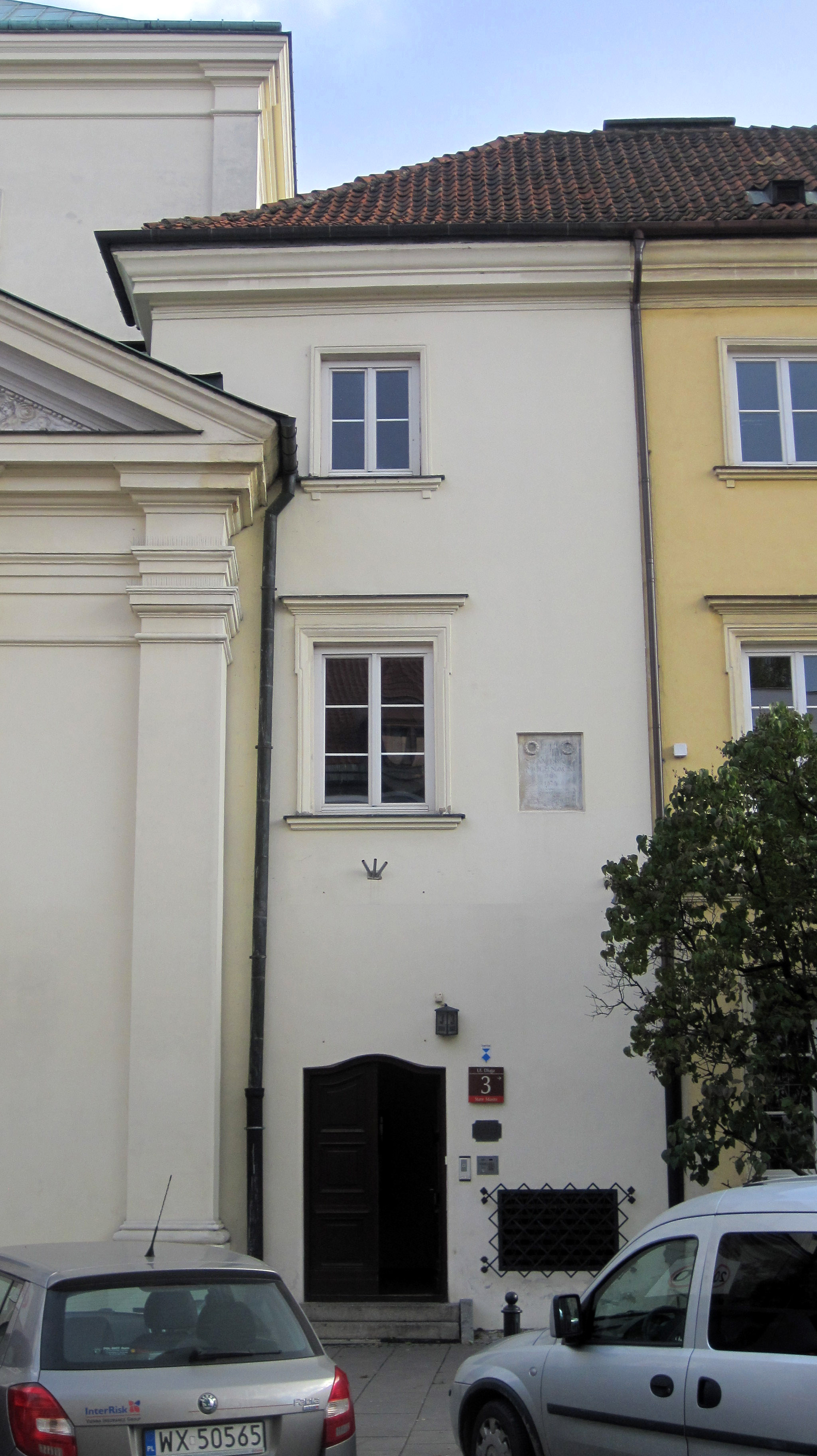
Dawny dom rodziny Mochnackich w Warszawie przy ul. Długiej 3

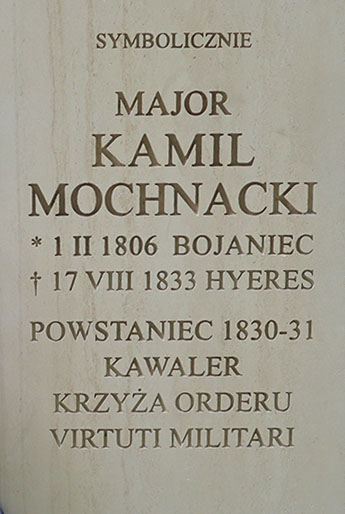
Inskrypcja poświęcona Kamilowi Mochnackiemu, na cokole grobu Maurycego Mochnackiego na Cmentarzu Wojskowym na Powązkach

Kamil Franciszek Salezy Mochnacki (ur. 1 lutego 1806 w Bojańcu, zm. 17 sierpnia 1833 w Hyères) – powstaniec listopadowy, działacz emigracyjny, wolnomularz, brat Maurycego Mochnackiego.

## Życiorys
Urodził się 1 lutego 1806 r. w Bojańcu, z ojca Bazylego Mochnackiego i matki Marii z Pągowskich Mochnackiej. Miał dwóch braci – Maurycego Mochnackiego i Tymoleona Mochnackiego (ur. 1811), oraz dwie siostry – Klementynę Mochnacką i Olimpię Mochnacką. W roku 1815 cała rodzina Mochnackich przeniosła się z Bojańca do Lwowa, a w roku 1819 – do Warszawy (dom przy ul. Freta, obecnie ul. Długa 3). W latach 1819-1821 uczęszczał do Liceum Warszawskiego. Pod koniec roku 1822 wstąpił do Batalionu Saperów, a od 1825 r. był słuchaczem Szkoły Podchorążych w Warszawie oraz jednym z pierwszych członków Sprzysiężenia Wysockiego, które zainicjowało wybuch Powstania Listopadowego. Za pośrednictwem Kamila do Sprzysiężenia wstąpił także jego brat – Maurycy Mochnacki (w styczniu lub grudniu 1829 roku). W 1827 rozpoczął wydawanie periodyku Chwila Spoczynku, w którym propagował treści programowe romantyzmu.
Podczas Nocy Listopadowej Kamil Mochnacki był członkiem grupy dowodzonej przez Piotra Wysockiego (walki w koszarach ułańskich i okolicy; słynny pochód podchorążych z Łazienek pod Arsenał; walki w okolicach pałacu Mostowskich). W czasie powstania wstąpił w szeregi Towarzystwa Patriotycznego; był formalnie członkiem redakcji Nowej Polski, ale nie brał w niej aktywnego udziału. Kampanię wojenną 1831 roku odbył całą, początkowo w stopniu podporucznika w 1. pułku strzelców piechoty liniowej gen. Szembeka i w tym stopniu odznaczony został 9 czerwca 1831 r. Krzyżem Złotym Virtuti Militari (nr 1701), a następnie w randze porucznika (13 VI) i kapitana (22 IX). Walczył m.in. pod Okuniewem, Wawrem (19 II), Grochowem (jak podaje Seweryn Goszczyński, po bitwie grochowskiej Kamil i Maurycy Mochnaccy uciekli do Krakowa), Liwem i Ostrołęką. W bitwach tych został kilkakrotnie ranny. Przebrany za chłopa dotarł w misji wywiadowczej do obozu Iwana Dybicza. 10 sierpnia 1831 został przeniesiony do 10 pułku piechoty liniowej. Otrzymał w następnym miesiącu awans do stopnia kapitana.
Był członkiem Sądu Wojennego Nadzwyczajnego powołanego w Warszawie w czerwcu 1831 r. dla rozpatrzenia sprawy gen. Antoniego Jankowskiego – oskarżonego o zbrodnię zdrady stanu. Sąd nie znalazł dowodów winy gen. Jankowskiego, jednak wzburzony tłum dokonał na osobie generała samosądu podczas krwawych rozruchów na ulicach Warszawy w dniu 15 sierpnia 1831. Sprawę gen. Jankowskiego Kamil Mochnacki opisał później w Pamiętniku Emigracji (1833).
Po upadku Warszawy we wrześniu 1831 r. Kamil Mochnacki, już w stopniu majora, wyjechał wraz z bratem Maurycym przez Prusy (m.in. Golub), Belgię do Francji, gdzie pozostał do końca życia. Do Paryża przybyli 2 listopada, jako jedni z pierwszych emigrantów listopadowych. Na emigracji działał m.in. jako współzałożyciel Towarzystwa Naukowego Tułaczów Polskich, Tymczasowego Komitetu Emigracji i Komitetu Narodowego Polski i Ziem Zabranych (1832 r.) oraz współpracownik gen. Józefa Dwernickiego. W styczniu 1832 r. wyzwał na pojedynek gen. Józefa Bema, za jego krytykę powstańczej lewicy (do pojedynku ostatecznie nie doszło). Po przymusowym wyjeździe z Paryża w lutym 1832 r. osiadł w Awinionie, gdzie został delegatem Ogólnego Zgromadzenia Polaków w Awinionie („Zakład Awinioński”). Działał w opozycji do Komitetu Narodowego Polski Joachima Lelewela.  
Pracował nad „Pamiętnikami Szkoły Podchorążych”, które jednak nigdy nie zostały ukończone, a rękopisy, które po sobie pozostawił – zaginęły. Przyjaźnił się z Michałem Podczaszyńskim. Za udział w powstaniu listopadowym, wyrokiem Najwyższego Sądu Kryminalnego (13 II 1832) został skazany zaocznie na karę śmierci, zamienioną następnie na dożywotnią banicję (16 IX 1834). Jego majątek uległ konfiskacie.
W 1832 r. został przyjęty do loży wolnomularskiej „Les Trinosophes”.
Zmarł na gruźlicę i w nędzy w dniu 17 sierpnia 1833 r., we francuskim Hyères. Dwa dni później został pochowany na tamtejszym cmentarzu (dokładne miejsce pochówku nieznane). Mowę pogrzebową wygłosił mer miasta Hyères – Alphonse Denis. W październiku 1833 roku nad grobem modlił się polski poeta romantyczny, poseł na sejm powstańczy i jednocześnie przyjaciel Kamila – Józef Bohdan Zaleski.